# La Veu de Catalunya
La Veu de Catalunya (La Voix de Catalogne ; couramment abrégé en La Veu) est un journal de Catalogne, fondé en 1899 et écrit en catalan.

## Histoire
Les origines de La Veu de Catalunya résident dans un hebdomadaire littéraire et politique homonyme, dont le premier numéro est publié le 11 janvier 1891 sous l'impulsion de Narcís Verdaguer i Callís, Joaquim Cabot i Rovira et Jaume Collell.
En 1899, il est refondé sous la forme d'un quotidien par Enric Prat de la Riba, sous l'influence duquel il acquiert une teneur nettement plus politique, devenant le principal canal d'expression de la Lliga Regionalista. Financé à ses débuts par un comité catalaniste fondé afin de promouvoir dans la région le programme politique régénérationniste de Camilo García de Polavieja, il devient le plus important journal catalan et se fait porteur des nouvelles tendances nationalistes qui imprègnent le catalanisme de l'époque,.
En représailles à un article écrit par Prat, sa publication est suspendue entre mai 1900 et mars 1901. La censure est toutefois contournée et le journal remplacé par La Creu de Catalunya et Diari de Catalunya (La Croix de Catalogne et Journal de Catalogne) durant ce laps de temps.
Le 25 novembre 1905, un groupe de militaires de la garnison de Barcelone prennent d'assaut la rédaction de La Veu de Catalunya en réaction à une caricature antimilitariste publiée deux jours auparavant par le ¡Cu-Cut!, une autre revue catalaniste populaire.
En juillet 1936, à la suite de l'éclatement de la guerre civile espagnole, ses locaux sont réquisitionnés par le camp républicain. Son dernier numéro est publié le 8 janvier de l'année suivante.